# Calea neblinensis
Calea neblinensis là một loài thực vật có hoa trong họ Cúc. Loài này được (Maguire & Wurdack) Pruski mô tả khoa học đầu tiên năm 1997.